# Polyphylla multimaculata
Polyphylla multimaculata är en skalbaggsart som beskrevs av Hardy 1981. Polyphylla multimaculata ingår i släktet Polyphylla och familjen Melolonthidae. Inga underarter finns listade i Catalogue of Life.